# Bandera de Austria
La bandera de Austria está formada por tres franjas horizontales de igual anchura, de color rojo la superior y la inferior, y blanco la central. La bandera del Estado añade el escudo nacional en el centro.
Esta bandera fue adoptada oficialmente el 1 de mayo de 1945.

## Historia

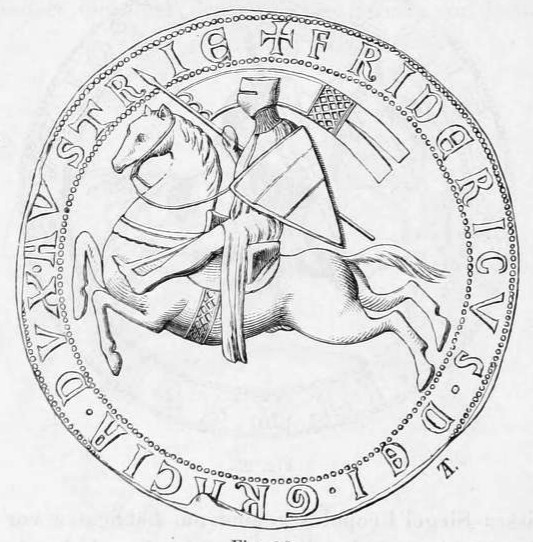
Sello del duque Federico II.

Junto con la bandera de Dinamarca, la bandera austríaca es una de las más antiguas del mundo.
Según un relato legendario, la bandera fue inventada por el Duque Leopoldo V de Austria (1157-1194) tras la dura Batalla de Acre en 1191, durante las Cruzadas, cuando sus ropajes de color blanco quedaron totalmente manchados de sangre, excepto la parte que tapaba su cinturón, que quedó blanca. 
En realidad, la bandera fue diseñada en el siglo XIII por el duque Federico II de Austria (1210-1246), el último de la dinastía Babenberg, quien buscaba una mayor independencia del Sacro Imperio Romano Germánico. La representación más antigua de este diseño se encuentra en un escudo conservado en el monasterio de Lilienfeld, que data del 30 de noviembre de 1230.

Bandera en posición vertical

Desde 1804, cuando se formó el Imperio austríaco liderado por la Casa de Habsburgo, la bandera adoptada utilizó los colores de la Casa de Habsburgo: amarillo y negro. En 1869, tras el Compromiso de 1867 del Emperador Francisco José I que dio origen al Imperio austrohúngaro, Austria adoptó el emblema imperial antiguo como suyo, mientras que Hungría adoptó una bandera propia. Para los asuntos concernientes a ambos Estados, el Imperio utilizó dos banderas especiales: la bandera de guerra era una tribanda albirroja con un escudo centrado en la mitad izquierda, mientras que la bandera mercante sumaba al lado derecho el escudo menor húngaro, y la franja inferior era roja en el sector izquierdo y verde en el derecho.
Tras el fin del Imperio, la República de Austria readoptó el esquema rojo-blanco-rojo el 20 de octubre de 1918 hasta el Anschluss (1938), cuando Austria fue anexionada al Tercer Reich. Tras la derrota nazi en la Segunda Guerra Mundial, la bandera fue reinstaurada el 1 de mayo de 1945.

## Banderas históricas

### Nacionales

Estandarte imperial del Sacro Imperio Romano Germánico (1400-1806)
Pendón heráldico del Ducado de Austria  (1156-1453)
Bandera del Archiducado de Austria (1453-1804)
Bandera del Imperio austríaco (1804-1868) Bandera de Cisleitania (1868-1918)
Bandera de la República de Austria Alemana (1918-1919) y la Primera República de Austria (1919-1934)
Bandera estatal de la Primera República de Austria (1919-1934)
Bandera estatal del Estado Federal de Austria (1934-1938)
Bandera del Reichsgau Ostmark (1939-1945)

### Otros

Estandarte imperial (1815-Finales del siglo XIX)
Estandarte imperial (finales del siglo XIX-1915)
Bandera mercante del Imperio austríaco (1786-1869)    Bandera de guerra del Imperio austrohúngaro (1869-1918)
Bandera mercante del Imperio austrohúngaro (1869-1906)

## Banderas de losestados federados

Alta Austria
Baja Austria
Burgenland
Carintia
Estiria
Salzburgo
Tirol
Viena
Vorarlberg

## Banderas similares

Bandera de Letonia